# 경영지원
경영지원은 대한민국 기업 조직에서 사용하는 용어로 기업조직의 생산 또는 사업 부문이 아닌 부서를 통칭하거나 부분적으로 칭하는 용어이다. 경영조직 내에서 직접부문과 간접부문으로 나누어, 즉 생산, 사업 부문에 관련된 생산, 생산관리, 품질, 연구 부서는 '직접부문'으로 경영관리, 마케팅, 회계, 재무 부서는 '간접부문'으로 구분하여 간접부문을 '경영지원' 부서로 부르기도 한다. 
기업 조직의 간접부문을 경영지원 부서으로 흔히 구분하나, 기업의 규모에 따라 포함하는 부서와 업무의 범위에 차이가 있다.  